# Jason Reso
Jason William Reso (født 30. november 1973) er en canadisk professionel wrestler der arbejder for  World Wrestling Entertainment under navnet Christian. Han er også kendt for sit arbejde for TNA, under navnet Christian Cage.
Reso fik sit store gennembrud som den ene halvdel af tag teamet Edge & Christian, sammen med hans kayfabe bror, og hans (i virkeligheden) bedste ven Edge.
I hans tid i WWE vandt han bl.a. flere Tag Team titler og Intercontinental Titlen.
Christian blev også kendt som Captain Charisma, en alt for selvsikker heel, selvom han blev populær i Canada og England. Christian blev kendt som RAW's stemme indtil han i 2005 under WWE Draften, røg over til Smackdown. Der var han i nogle månede indtil han forlod WWE, og hoppede over til TNA.
Tirsdag d. 10. februar vendte Christian tilbage til WWE på ECW brandet.